# 荻港镇
荻港镇，是中华人民共和国安徽省芜湖市繁昌区下辖的一个乡镇级行政单位。荻港镇位于繁昌区西北部，地处长江南岸，东北与繁阳镇、新港镇接壤，南与孙村镇、铜陵市义安区永丰乡毗邻，北与无为市隔江相望。区域面积84.8平方公里，人口39242人。1949年4月渡江战役期间，为解放军最初的登陆地点。

## 行政区划
荻港镇下辖以下地区：
德远社区、中街社区、南桥社区、桃街社区、芦南社区、桃冲村、鹊江村、杨湾村、庆大村、新河村、渡江村、笔架村、赭圻村和潘冲村。